# Hansjörg Otto
Hansjörg Otto (* 23. Mai 1938 in Oldenburg (Oldb)) ist ein deutscher Jurist und emeritierter Hochschullehrer.

## Leben
Otto legte 1958 das Abitur am Ulricianum in Aurich ab und studierte anschließend Rechtswissenschaften in Tübingen und Hamburg. Nach dem ersten juristischen Staatsexamen im Jahr 1962 arbeitete er als wissenschaftlicher Mitarbeiter bei Eduard Bötticher. Die Große Juristische Staatsprüfung absolvierte er 1967 und wurde 1970 an der Universität Hamburg zum Dr. iur. promoviert. Im Jahr 1977 habilitierte er sich als wissenschaftlicher Assistent von Albrecht Zeuner und erhielt die Lehrbefugnis für die Fächer Bürgerliches Recht, Zivilprozeßrecht und Arbeitsrecht. Nach einer Lehrstuhlvertretung an der Georg-August-Universität Göttingen und Tätigkeit als Wissenschaftlicher Rat und Professor in Bonn war er seit 1979 ordentlicher Professor für Bürgerliches Recht und Arbeitsrecht an der Georg-August-Universität. Zugleich wurde Otto Direktor der Abteilung für Sozialrecht am Institut für Arbeitsrecht. Einen Ruf nach Marburg lehnte er 1986 ab. In Göttingen war er von 1987 bis 1988 Dekan der Juristischen Fakultät und Mitglied des akademischen Senats von 1995 bis 2005. Im Jahr 2006 wurde Otto emeritiert.
Hansjörg Otto ist verheiratet und hat zwei Söhne.

## Schriften (Auswahl)
- Die Präklusion. Ein Beitrag zum Prozessrecht, Schriften zum Prozeßrecht, Bd. 18, Berlin 1970, ISBN 3428020960 (zugl. Dissertation)
- Das Recht der Angestellten und Arbeiter im öffentlichen Dienst. Herne 1973, ISBN 3-482-50531-4.
- Personale Freiheit und soziale Bindung. Zur Kontrolle und Gewährleistung personal motivierten Verhaltens im Privatrecht. München 1978, ISBN 3-406-04838-2.
- Einführung in das Arbeitsrecht. Darmstadt 1991, ISBN 3-534-03135-0.
- Arbeitskampf- und Schlichtungsrecht. München 2006, ISBN 3-406-54937-3.